# Wizna (gemeente)
De gemeente Wizna is een landgemeente in het Poolse woiwodschap Podlachië, in powiat Łomżyński.
De zetel van de gemeente is in Wizna.
Op 30 juni 2004 telde de gemeente 4361 inwoners.

## Oppervlakte gegevens
In 2002 bedroeg de totale oppervlakte van gemeente Wizna 133,05 km², waarvan:
- agrarisch gebied: 82%
- bossen: 10%

De gemeente beslaat 9,83% van de totale oppervlakte van de powiat.

## Demografie
Stand op 30 juni 2004:
| Omschrijving                   | Totaal | Totaal | Vrouwen | Vrouwen | Mannen | Mannen |
| ------------------------------ | ------ | ------ | ------- | ------- | ------ | ------ |
| eenheid                        | aantal | %      | aantal  | %       | aantal | %      |
| inwoners                       | 4361   | 100    | 2167    | 49,7    | 2194   | 50,3   |
| bevolkingsdichtheid (inw./km²) | 32,8   | 32,8   | 16,3    | 16,3    | 16,5   | 16,5   |

In 2002 bedroeg het gemiddelde inkomen per inwoner 1530,39 zł.

## Plaatsen
Bielawa, Boczkówka, Boguszki, Bronowo, Janczewo, Jarnuty, Kaleń, Karolin, Kokoszki, Kopeć, Kramkowo, Liśno, Malon, Małachowo, Męczki, Milewo, Młynik, Mrówki, Nart, Nieławice, Niwkowo, Nowe Bożejewo, Nowe Zanklewo, Podkosacze, Poświątne, Ruda, Rusiniec, Ruś, Rutki, Rutkowskie, Sambory, Sieburczyn, Skowronki, Srebrowo, Stare Bożejewo, Stare Zanklewo, Strumień, Sulin-Strumiłowo, Wierciszewo, Witkowo, Wizna, Wiźnica, Włochówka, Za Choiną, Zanklewo.

## Aangrenzende gemeenten
Jedwabne, Łomża, Piątnica, Rutki, Trzcianne, Zawady